# Éric Legnini
Éric Legnini (sinh 1970), còn được viết là Eric Legnini, là một nghệ sĩ piano jazz người Pháp.
Sinh năm 1970, tại Huy, gần vùng Liège, trong một gia đình nghệ sĩ đến từ Italia, Eric làm quen với piano từ lúc 6 tuổi, chỉ đến những năm 80 anh mới khám phá thể lại nhạc jazz. 18 tuổi, anh sang Mỹ. Tại đây anh thực sự bị ảnh hưởng phong cách của nghệ sĩ lừng danh Herbie Hancock.
Sau khóa học tại New York với thầy Richie Beirach, anh sử dụng tài năng của mình để đi biểu diễn bên cạnh những tên tuổi lớn như Serge Reggiani, Henri Salvador hay Claude Nougaro. Đồng thời anh thường xuyên là bạn đồng hành của Stefano di Battista, Flavio Boltro, Stéphane Belmondo.

## Sự nghiệp
Nghị lực, nhạy cảm và sự thông minh hài hòa là những điểm nổi bật ở người nghệ sĩ piano này. Cảm thụ âm thanh chính xác, tiết nhạc hoàn hảo, đôi khi nhanh đến chóng mặt, tất cả trong người nghệ sĩ thể hiện một cá tính hơi mơ mộng. Âm nhạc của Eric Legnini trực tiếp, sống động, gợi cảm và phơi phới.
Tuy bị cuốn đi theo điệu xung, bởi yêu cầu về sự súc tích và bị đẫn dắt với cách chơi đàn làm cho piano phải phát ra âm thanh một cách tự nhiên, nhưng những tác phẩm của Eric Legnini vẫn trung thành với những giá trị nền tảng của nhạc jazz và thể hiện tình yêu của anh dành cho âm nhạc Phi – Mỹ trong sự đa dạng.
Đồng hành cùng tay trống Frank Agulhon với tiếng trống chắc nịch như bê tông và nghệ sĩ contrebasse bậc thầy Rosario Bonnacorso, nhưng Eric Legnini vẫn giữ vai trò chỉ huy của nhóm.
Từ một nghệ sĩ không chuyên của thể loại hip-hop và swing, của những giai điệu của thập kỷ 70 và những bản mixtapes của những năm 2000, của thể loại jazz điêu luyện và nhạc soul tuyệt mỹ, chỉ sau mười năm, Eric Legnini đã trở thành một trong những nghệ sĩ piano tài năng nhất của sân khấu nhạc jazz thế giới và một hành trang thu âm có chất lượng đáng nể.

## Albums đã phát hành
- 1990: Essentiels

Igloo Records IGL080
1. Rien que pour toi - 6:52
2. Jeux de cartes (2) - 14:00
3. Straight no chaser - 4:56
4. Naima - 8:17
5. This is my New-York (1, 2) - 7:46
6. Pretext dance - 7:21
7. If I should lose you - 14:04

- 1990(September): Natural Balance

1. In love in vain - 7:29
2. Infant eyes - 6:27
3. Born - 4:24
4. Les grandes plaines de là-bas - 6:14
5. Amnésie - 4:52
6. Cadence d'un geste - 4:03
7. Natural balance - 10:06
8. Cyclades - 6:16
9. My shining hour - 6:21
10. Caravan - 8:01

- 1993: Antraigues

P Jazz 
1. All of You - 7:34
2. Antraigues - 6:39
3. Meaning of the Blues - 8:09
4. Meeting Point - 6:51
5. Laurie - 10:02
6. I Hear a Rhapsody - 6:52
7. Brazilico - 7:33
8. Pasta Touch - 4:12

- 1995: Rhythm Sphere

Igloo
1. Prima vista - 7:48
2. Duke Ellington Sound of Love - 7:46
3. The Sorcerer - 3:07
4. For Jan - 5:17
5. Rhythm Sphere - 2:10
6. You Don't Know What Love Is - 6:12
7. Mr. the Hipster - 8:00
8. Inner Urge - 8:18
9. Le jardin des sables - 6:17

- 2005: Miss Soul

Label Bleu
1. The Memphis Dude - 3:26
2. Sugar Ray - 3:46
3. Home Sweet Soul - 4:00
4. For All We Know - 4:49
5. Joga - 4:44
6. Horace Vorace - 4:02
7. La Strada - 5:28
8. Miss Soul - 3:56
9. Daahoud - 3:32
10. Prelude To A Kiss - 5:42
11. Back Home - 4:31
12. Lisbon Stomp - 7:46

- 2007: Big Boogaloo

Label Bleu
1. Funky dilla - 3:17
2. Nightfall - 3:30
3. Trastevere - 4:38
4. Big boogaloo - 5:26
5. Reflection - 3:54
6. Where is the love - 5:22
7. Smoke gets in your eyes - 4:52
8. Honky cookie - 2:54
9. Goin' out of my head - 4:24
10. Mojito forever - 4:46
11. Soul brother - 6:01
12. The preacher - 4:20

- 2009: Trippin'

B.Flat
1. Trippin' - 4:37
2. Casa Bamako - 4:41
3. Bleak beauty - 4:00
4. Con alma - 4:39
5. Rock the days - 4:31
6. The secret life of plants - 2:58
7. Amarone - 4:06
8. Introspection #1 - 1:51
9. Them that got - 5:43
10. A sleeping bee - 2:03
11. Doo-goo - 3:29
12. Darn that dream - 5:57
13. Bullitt Mustang fastback - 3:51
14. Jade - 1:56
15. The shadow of your smile - 4:39

- 2010: Ballads

Japan
1. Don't let me be lonely tonight
2. Trastevere
3. I fall in love too easily
4. Amarone
5. Portrait in black and white (Zingaro)
6. I can't get started
7. Folk song #1
8. Nightfall
9. In a sentimental mood
10. It could happen to you
11. Prelude to a kiss
12. Willow weep for me
13. Smoke gets in your eyes
14. Darn that dream
15. Folk song #2

- 2011: The Vox

Discograph
1. The Vox - 4:43
2. Joy (feat. Krystle Warren) - 4:28
3. Kitchen Maquis - 4:35
4. I Need You (feat. Krystle Warren) - 4:26
5. London Spot - 4:19
6. Near The House On The Hill (feat. Krystle Warren) - 4:48
7. The Old And Grey (feat. Krystle Warren) - 4:57
8. Black President - 5:31
9. Rose Coloured Glasses (feat. Krystle Warren) - 5:27
10. Canyon Lady - 6:15
11. Cinematic - 4:34